# Castlevania III: Dracula's Curse
Castlevania III: Dracula's Curse, i Japan känd som Akumajō Densetsu (悪魔城伝説?  "Djävulsslotts-legenden"), är ett plattformsspel som utvecklades och gavs ut av Konami till Nintendo Entertainment System den 22 december 1989 i Japan och den 1 september 1990 i Nordamerika. Spelet gavs även ut i Europa under Konamis dotterbolag Palcom den 10 december 1992.
Spelet utspelar sig år 1476 och är en föregångare till de två tidigare Castlevania-spelen på NES. Huvudpersonen är Trevor Belmont, en förfader till Simon Belmont, som med hjälp av Sypha Belnades, Grant Danasty och Alucard (Draculas son) hjälps åt för att besegra Greve Dracula. Spelet är det första i serien att ha flera spelbara karaktärer, då det går att spela som alla fyra.